# Contos populares coreanos
Os contos populares coreanos são uma mistura complexa entre as crenças, pensamentos e valores do xamanismo, confucionismo e budismo. Sinteticamente, as crenças xamanísticas são vistas na orientação e nos pensamentos animistas; o confucionismo é perceptível no culto ancestral e na ideia de um relacionamento humano adequado; e por fim, o budismo, nas ideias de encarnação e retribuição. Há também alguns elementos do taoísmo: a teoria Um-Yang (Yin-Yang chinês) refletida nas crenças religiosas populares coreanas. Esses quatro sistemas de crenças agem como pilares e se reforçam mutuamente, sem conflitos entre si e nos atos subjacentes à vida do povo coreano comum.
A vida humana, no geral, pode ser caracterizada como um triunfo de esperanças e sonhos em detrimento das nossas reais experiências. Esta é a verdade do povo coreano através de sua longa história, de sociedades tribais anciãs às suas sociedades modernas ideologicamente divididas. Provavelmente, mais do que qualquer outro gênero literário, contos populares coreanos refletem a vida comum das pessoas em diferentes arranjos e dimensões. Eles refletem sonhos, esperanças e aspirações de pessoas comuns, que por muitas vezes vivenciaram experiências duras e injustas. As pessoas com governadores justos, benevolentes e sábios; eles tiveram esperança de por um fim às misérias humanas da pobreza e doenças; eles aspiraram colher mais do que poucas recompensas de suas labutas incessantes e devastadoras. Mais frequentemente do que eles queriam, seus sonhos ardiam sem piedade; no entanto, eles continuaram sonhando e esperando, e adquiriram, enquanto no decurso, uma natureza estoica de natural aceitação tenaz e uma estrondosa afirmação da vida. Essa tenacidade e persistência contribuíram na germinação de uma virtuosa paciência: eles podem esperar de maneira incessante.
Os contos populares coreanos também refletem padrões de crença, pensamentos e valores que guiaram a vida das pessoas comuns geração após geração, por muitos séculos. Suas crenças e pensamentos sobre a natureza, sobre a relação entre o homem e a natureza; sobre este mundo e o futuro; valores sobre as relações humanas na família, um clã, uma comunidade unida e uma sociedade rigidamente hierárquica como um todo – e isso se reflete em muitas fábulas e nos estilos de vida reais do povo coreano. Embora a natureza às vezes leve desastres ao homem, é a principal fonte de nutrição do mesmo. O homem não compete com a natureza, mas deve aprender os caminhos da natureza e se harmonizar com eles. Então, essencialmente, o homem é parte integrante da natureza, e não deve lutar contra ela.
Eles, portanto, refletem a cultura duradoura do povo, ou seja, longas tradições, crenças e hábitos compartilhados entre o povo ao longo dos milênios de sua história de convivência. Eles refletem seu modo de vida particular e uma visão única do mundo. Ao mesmo tempo, suas fábulas tiveram o efeito de preservar e reforçar todos esses aspectos.

## Os Irmãos Heungbu e Nolbu (흥부와 놀부)

### Origem
A história dos dois irmãos Heungbu e Nolbu é um dos mais típicos e populares entre todos os contos do folclore coreano. Ele foi escrito no final da Dinastia Joseon (1392-1897), e a identidade de seu autor é desconhecida.
Esse conto possui um longo histórico em ser transmitido oralmente, e nos tempos atuais é uma das histórias de dormir mais contadas para as crianças coreanas. É, também, uma das 5 canções pansori originais restantes, sendo conhecido como A Canção de Heungbu, Heungbuga, or também como O Conto de Nolbu, Nolbujeon, entre outros nomes.
No período desde o final da Guerra da Coreia na década de de 1950, esse conto se tornou uma das histórias coreanas mas populares, servindo como inspiração para várias peças e dramas televisivos. O reconhecimento desse conto foi indicado em sua seleção como um dos exemplos da cultura popular em um set de selos publicados pela Coreia do Norte em 1963, e também como um dos quatro representantes do folclore coreano em uma série de postais impressos pela República da Coreia em 1969/1970.

### História
Era uma vez Nolbu e Heungbu, eles eram irmãos. Após a morte do pai, o irmão mais velho Nolbu tomou todas as propriedades de seu pai, deixando quase nada para seu irmão mais novo Heungbu. Heungbu e seus vários filhos estavam passando muita fome e, por isso, resolveu visitar seu irmão mais velho Nolbu para lhe implorar para que dividisse um pouco de seus grãos. Mas, em vez de dar alguns grãos a Heungbu, a esposa de Nolbu bateu na bochecha de Heungbu com uma colher à qual alguns grãos estavam presos na superfície. A bochecha de Heungbu ficou suja e mesmo magoado com a situação, deu os grãos que ficaram grudados em sua bochecha para seus filhos.
E então, um dia quando Heungbu estava caminhando, ele encontrou uma andorinha com a perna quebrada e a ajudou a se curar. Depois disso, a andorinha deu para Heungbu uma semente de cabaça. Heungbu plantou a semente e então uma cabaça muito grande cresceu. Quando Heungbu e sua esposa abriram a cabeça, notaram que ela estava cheia de riquezas como ouro e prata, e assim a família de Heungbu tornou-se rica.  
Nolbu ficou sabendo da notícia da fortuna do seu irmão mais novo e quis ser rico assim como ele. Então, ele propositalmente quebrou a perna da andorinha e a curou. A andorinha também trouxe a semente da cabaça para Nolbu mas, desta vez, dentro da cabaça, não havia nada além de goblins. Os goblins então puniram o malicioso Nolbu.
Nolbu se arrependeu de seus erros e propôs ao seu irmão mais novo que morassem juntos. Finalmente, Heungbu e Nolbu viveram felizes para sempre.

### Lições
- Gwon-seon-jing-ak (권선징악, 勸善懲惡):
  - Incentivar o bom trabalho e disciplinar coisas más.
- Nam-ui nun-e nunmul naemyeon, je nun-e-neun pi-nunmuli nanda (남의 눈에 눈물 내면 제 눈에는 피눈물이 난다.):
  - Se você faz alguém chorar, certamente você vai chorar mais;  
  - Se você faz o mal, você será punido mais.
- Jinachin yoksim-eun hwa-leul buleunda (지나친 욕심은 화를 부른다.):
  - Ganância excessiva leva ao infortúnio;
  - Se você for excessivamente ganancioso, isso trará má sorte.
- Ak-eulo mo-eun sallim ak-eulo manghanda. (악으로 모은 살림 악으로 망한다.):
  - Riqueza coletada pelo mal, destruída é pelo mal;
  - A propriedade que é feita fazendo coisas ruins além de ser prejudicada, não durará muito.

### Interpretações
A história geralmente é analisada como um conto sobre moralidade, em que se é ensinado a gentileza e compaixão entre irmãos.
Porém, há quem interprete de maneiras diferentes, como Mark Peterson, que escreveu um artigo em 2019 no The Korea Times a respeito de como ele analisa a história. Em suas palavras, “desde que a história, primeiramente contada por cantores pansori e posteriormente escrita, foi criada na época em que a divisão igual de herança deu lugar à primogenitura, eu acredito que a história se encaixa na categoria de ‘literatura de protesto’. Ela protesta a perda da herança pelos Heungbus da nação, e o comando da casa principal e de diversos campos e escravos pelos filhos mais velhos, os Nolbus do país. A história demonstra a injustiça da divisão desigual das propriedades, em um tempo em que a memória das divisões igualitárias ainda estava viva na mente das pessoas.” 

## O Conto de Kongjwi e Patjwi (콩쥐와 팥쥐)

### Origem
O conto de Kongjwi e Patjwi é uma das fábulas mais conhecidas da Coreia do Sul, que foi adaptada para crianças desde o começo do século XX, e pertence à tradição de narrativa de “Cinderela”, combinando o conto de casamento com o conto de madrasta. A segunda metade da narrativa, a da morte de Kongjwi, transformação e reencarnação, é uma das variações típicas que o leste asiático atribui ao conto de Cinderela. A versão coreana foi profundamente influenciada, no decurso da transmissão, pela versão romântica clássica da história, assim como pela narrativa ocidental de Cinderela.

### História
Este conto narra a história de Kongjwi (Menina de feijão), que morreu após sofrer maus tratos de sua madrasta e sua meia-irmã Patjwi (Menina de feijão vermelho), mas que com a ajuda de seres sobrenaturais, supera suas provações e retorna à vida.
A mãe de Kongjwi faleceu e a sua madrasta se mudou para a casa, trazendo consigo a filha chamada Patjwi. A madrasta tratava Kongjwi de maneira abusiva, e a fazia executar tarefas extremamente difíceis. Em certo dia, a madrasta deu à Kongjwi uma enxada de madeira e à Patjwi uma enxada de metal e ordenou que ambas capinassem o campo. Patjwi terminou mais cedo e voltou para casa, mas Kongjwi quebrou sua enxada e caiu em prantos. Nesse momento, um boi preto desceu do céu, trazendo para Kongjwi uma enxada de metal e capinando o campo para ela.
Noutro dia, a madrasta saiu com Patjwi para um banquete na casa de seus avôs, e falou que Kongjwi poderia ir também, mas apenas após completar uma série de tarefas: encher a jarra de água que tinha uma rachadura; bater o arroz; e tecer e girar o cânhamo. Kongjwi sentou-se chorando quando um sapo apareceu e preencheu o buraco da jarra, pássaros voaram para bater o arroz, o boi negro girou o cânhamo e uma fada desceu para tecer o cânhamo, trazendo para Kongjwi um vestido e sapatos para vestir no banquete. Mas no caminho para o banquete, Kongjwi perdeu um de seus sapatos, que o magistrado encontrou e devolveu para ela, no decurso do qual os dois se casaram. Patjwi sentiu muita inveja e atraiu Kongjwi para uma lagoa, empurrando-a na água e a matando, fazendo-se passar por Kongjwi depois. Kongjwi reencarnou como uma flor, e, perturbada pela flor, Patjwi arremessou a flor à lareira da cozinha e a queimou em cinzas.
Uma senhora idosa da vizinhança veio à casa e pediu fogo emprestado da lareira, na qual ela encontrou mármore e levou para casa. O mármore se transformou em Kongjwi e alertou ao magistrado a verdadeira identidade de Patjwi. O magistrado então desenterrou o corpo de Kongjwi para revivê-la e executou Patjwi, mandando o corpo para a sua mãe (a madrasta), que faleceu de choque após ver sua filha morta.  

### Variações do conto
As diversas variações dessa história podem ser categorizadas em três tipos: o primeiro tipo é similar ao romance clássico Kongjwipatjwijeon (O conto de Kongjwi e Patjwi). A segunda versão apresenta motivações extras para o boi, que engole o cânhamo e o gira com o seu ânus, e depois cozinha o arroz em um caldeirão com rachadura, e Patjwi atrai Kongjwi com mingau de feijão vermelho.
A terceira versão retira a parte do sapato perdido, provavelmente omitido durante a transmissão do conto. Nessa versão, os nomes das personagens principais também variam indiscriminadamente, de Kongjoji Patjoji, Kongjosi e Patjosi, para Kongrye e Patrye. Em alguns casos os nomes das duas personagens são invertidos.

### Interpretações
A versão resumida acima foca nos acontecimentos que seguem o casamento de Kongjwi, o que pode ser interpretado por alguns como a narrativa de uma mulher construindo o seu próprio mundo através de ritos de passagem. Os temas de morte, reencarnação e mudança de forma estão associados à mitologia agrária, elementos estes que, segundo algumas análises, são narrativas predominantes do leste asiático, o que demonstra a forte de manda em heroínas que provem sua feminilidade.
As fábulas de Cinderela (enquanto gênero) são um dos contos de fada mais populares no mundo. Ao mesmo tempo é um dos tipos mais estigmatizados, sendo descrito por muitos que há uma protagonista feminina passiva e fraca. O conto de Kongjwi e Patjwi há a similaridade do tema principal, sendo a “heroína inocente e perseguida”, característica marcante de Cinderela.
Em uma versão, o enredo segue quase exatamente a mesma trajetória dos contos europeus da Cinderela, no qual há o tema do sapato perdido e o casamento com o Príncipe. A principal diferença entre a “Cinderela Coreana” e as outras histórias de Cinderela é que a protagonista passiva amadurece e se torna uma mulher independente.
Em algumas das versões do conto de fadas adaptado para crianças, o enredo segue exatamente como o original, em que a garota passiva é resgatada pelo Príncipe Encantado. Uma das razões para essa mudança é que as mães, compradoras dos livros infantis, queriam a trama do “resgate do Príncipe Encantado” por acharem muito difícil se tornar uma mulher independente na sociedade coreana. Para se adaptar à demandas dos consumidores, os editores intencionalmente alteraram o enredo para uma protagonista passiva (exatamente como em Cinderela).
A versão folclórica de Kongjwi Patjwi na verdade sugere um personagem feminino mais independente e maturo, que seria um bom modelo para garotos e garotas jovens.

## O Conto de Shim Cheong (심청전)

### Origem
The identity of the author is unknown, and the period in which this work was created is also unknown. However, there is a mention of a jeongisu (professional storyteller) reading Sim Cheong-jeon in Chujaejip (秋齋集 Collected Writings of Chujae Jo Susam), written by Jo Susam (趙秀三, 1762-1847). Therefore scholars believe that Sim Cheong-jeon existed as a complete work in the 18th century.
Shim Cheong-jeon é considerado como um resultado de diversas narrativas folclóricas, como Hyonyeo Jieun seolhwa (孝女知恩說話 História de Jieun, Uma Filha Filial), Gwaneumsa yeongi seolhwa (觀音寺緣起說話 História Sobre A Origem do Templo Gwaneum), Insin gonghui seolhwa (人身供犧說話 História Sobre Um Sacrifício Humano), e Hyohaeng seolhwa (孝行說話 História Sobre Atos Filiais). Há também quem considere sua origem uma combinação entre Gaean seolhwa (開眼說話 História De Recuperação da Visão) e Cheonyeo saengji seolhwa (História de Um Sacrifício Virgem).  
Esse mito é a versão musical xamânica do romance O Conto de Shim Cheong, e da narrativa solo épica de pansori “A Canção de Shim Cheong.”
A história da filha filial Shim Cheong é uma das narrativas mais populares na história da literatura coreana, junto com a história da esposa fiel Chunghyang, com inúmeras versões e variantes diferentes em todos os gêneros. Entre todos os mitos xamânicos transmitidos, “A Canção de Shim Cheong” é o mais longo e mais difícil, e sua recitação é usada como medidor das capacidades de um xamã.

### História
Shim Cheong vivia com seu pai, que era cego, e ela era totalmente devota a ele. Porém, como ela não conseguia deixá-lo, eles frequentemente passavam fome por muitos e muitos dias. Até que um dia, o pai de Shim Cheong caiu em um rio no seu caminho de volta para casa. Um monge o salvou e disse: “se você fizer uma oferenda de 300 sacos de arroz para Buda, sua visão será restaurada.”
Então o pai de Shim Cheong fez a promessa de seguir o que o monge lhe disse e contou a sua filha o que ele teria que fazer.
Shim Cheong conheceu um marinheiro que estava procurando por uma garota jovem para ser sacrificada para o Deus do Mar, pois o marinheiro acreditava que um sacrifício faria a sua navegação mais segura. Ele pediu para Shim Cheong se sacrificar e, em retorno, ele daria 300 sacos de arroz para o templo, em nome de seu pai. Shim Cheong não hesitou e aceitou o acordo.
Quando o navio saiu para o mar, o capitão disse: “você deve cumprir a sua parte do acordo”. Shim Cheong então pulou para o oceano, porém o Deus do Mar foi gentil. Ele a adotou e deu a ela uma vida confortável em seu palácio. Shim Cheong estava feliz vivendo entre as criaturas marinhas, mas mesmo assim ela não conseguia parar de se preocupar com o seu pai. Por conta disso, o Deus do Mar a colocou em uma flor de lótus gigante e a levou para a superfície do oceano.
Os servos do rei acharam a flor de lótus gigante no mar e a levou para o palácio, onde a flor se abriu e Shim Cheong foi revelada.
Admirado por sua beleza, o rei a pediu em casamento. E Shim Cheong aceitou, desde que ele a ajudasse a achar seu pai. Então, o rei deu um grande banquete durante 3 dias, para todos os homens cegos do reino. Shim Cheong estudou o rosto de todos que chegavam, em busca de seu pai.
No terceiro e último dia do banquete, Shim Cheong sentou no portão do palácio o dia inteiro. Pouco antes de anoitecer, um homem idoso se aproximou dela. Ela correu em sua direção, chamando: “sou eu, pai! Shim Cheong, sua filha!”
Então um milagre aconteceu. O pai de Shim Cheong abriu seus olhos e conseguiu enxergar! Shim Cheong casou com o rei e eles viveram felizes para sempre no palácio.

### Lições
- Banpojihyo (반포지효, 反哺之孝), cujo significado é “a piedade filial de alimentar uma mãe idosa depois que os filhotes de corvo crescem”. 
  - A lição é que os filhos devem apoiar e amar seus pais quando eles crescerem, em gratidão e respeito por tudo que eles já fizeram por sua vida.
- Hyoseong-i jigeuka-myeon dol wi-e pool-i nanda. (효성이 지극하면 돌 위에 풀이 난다), cuja tradução é “quando o amor por seus pais, a piedade filial, for extrema, irá florescer até em pedras.” 
  - Onde podemos entender que, se você for devoto e cuidar de sua família, os céus ficarão impressionados e milagres acontecerão.

### Interpretações
A opinião dominante é que o tema principal do Conto de Shim Jeong é a piedade filial.
Há divergências de opiniões sobre se a natureza de sua piedade filial possui raízes budistas ou neo confucionistas. Alguns estudiosos também tentaram explicar a origem da piedade filial de Shim Cheong de maneiras não religiosas ou a partir de perspectivas taoístas.
Outros interpretam O Conto de Shim Cheong como uma narrativa heróica, e acreditam que a história é característica de pansori e romances heróicos (yeongung soseol), alegando que a história mostra aspectos positivos de piedade filial em sua superfície, mas também exibe aspectos introspectivos e negativos sobre o assunto dentro de seu enredo.
As pessoas também focaram na realidade do final da Dinastia Joseon que é refletida no conto, e acreditam que essa história contém a esperança das pessoas que desejavam que aqueles tempos difíceis passarem e que a felicidade fosse alcançada.
Ademais, há interpretações feministas da história, onde há argumentos de que ela exibe uma mulher se sacrificando para formar uma família normal em uma sociedade patriarcal.

## O Conto de Jaringobi (자린고비)

### Origem
Este conto narra a história de um protagonista homônimo, avarento e que pratica extrema frugalidade. As narrativas de “Jaringobi” são contadas na forma de fábulas sobre personagens avarentos que são extremamente comedidos, mesmo com coisas pequenas e insignificantes, como peixe, molho de soja ou leques.

### História (E suas variações)
Um exemplo é uma mulher que vai ao mercado comprar peixe e, depois de peneirar a mercadoria com as mãos, volta para a casa sem comprar nada e cozinha sopa com a água em que lavou as mãos. Então seu marido (um aldeão) lamenta que, se ela lavasse as mãos no poço, e eles teriam sopa suficiente para toda a vila (ou para durar muito tempo).
Em outro exemplo, vivia um avarento que permitia apenas uma tigela pequena de molho de soja sobre a mesa e um dia sua nova nora serviu uma tigela grande de molho de soja. O avarento a repreendeu por ser um desperdício, mas a nora respondeu que, com uma grande tigela de molho de soja, era possível provar a salinidade do molho apenas olhando, o que economizava não apenas do molho, mas também as colheres. Situações semelhantes, nas quais a nora serve picles ou peixe em grandes porções, são retratadas em versões diferentes, que terminam com o avarento admitindo que o método da nora é mais econômico.
Outros contos de Jaringobi mostram maneiras mais simples de se abanar (usando apenas uma pequena parte do leque ou balançando a cabeça em vez de bater o leque); pedir emprestado itens dos vizinhos, incluindo sandálias de palha, martelos, tabaco, tabuleiro de jogo e pedras; ou perseguir uma mosca que estava no molho dentro da jarra e lamber o molho das pernas da mosca.
Algumas variações focam em maneiras de se tornar rico ou pelas ações realizadas pelos avarentos depois de enriquecer. “Histórias de Gobi” narra a história de um homem rico chamado Gobi, que foi visitado por um homem pedindo que ele compartilhasse seu segredo para se tornar rico. Gobi levou o homem para a floresta e lhe disse para subir em um pinheiro e pendurar seu corpo em um galho enquanto segurava com apenas uma mão.  Quando o homem achou isso difícil de fazer, Gobi falou que para ser rico, ele teria que segurar suas riquezas da mesma maneira que ele estava segurando o galho. Alguns contos de Jaringobi terminam com o protagonista compartilhando sua riqueza com os outros quando ele aprende que boa fortuna deve fluir.  

### Etimologia
Existem várias teorias sobre a etimologia do nome Jaringobi.
Um deles o conecta a um avarento que era tão mesquinho que reutilizava o papel de oração para o ritual memorial de seus pais todos os anos, preservando o papel em óleo. "Gobi" é uma palavra que se refere aos pais falecidos, enquanto "jarin" veio da palavra "jeorida" que significa "preservar".
Outra teoria vincula o nome a um velho frugal que também estava dando, e sua lápide dizia: "Jaingobi", que significa "lápide para um velho que praticava a generosidade com seus bens materiais". Existem também outras teorias que dizem que Gobi era o nome de um personagem da vida real, ou que "gobi" significa "velha lápide".

Esta narrativa, enquanto reflete o ponto de vista dos coreanos acerta de riquezas e responsabilidade financeira, também demonstra o estresse da frugalidade e da avareza.